# Rocky Dijon
Rocky Dijon, pseudonimo di Kwasi Dzidzornu, detto Rocky (Accra, 28 febbraio 1932 – Oakland, 13 marzo 1993), è stato un percussionista ghanese, conosciuto per le sue collaborazioni con i Rolling Stones, Jimi Hendrix, Nick Drake, Ginger Baker, Joe Walsh, Billy Preston e Stevie Wonder.